# Programme d'augmentation de capital par exercice d'options
Pour les articles homonymes, voir PACEO.
Un PACEO (Programme d'Augmentation de Capital par Exercice d'Options) plus souvent appelé Equity Line (littéralement en français « ligne d'actions »), est une technique de financement par augmentation de capital apparue au début des années 2000. Cette augmentation de capital échelonnée dans le temps est réservée à un organisme financier avec qui l'entreprise passe un contrat, en déterminant une enveloppe globale de financement, la durée de tirage autorisée, et les modalités de calcul des prix d'émission. Après la délivrance de bons de souscriptions d'actions, l'entreprise demande à l'organisme financier, au fur et à mesure de ses besoins, de souscrire des actions à son capital, lesquelles sont en général revendues immédiatement sur le marché financier. Après une première phase de neutralité, l'AMF a considéré que ce type de financement visait à transférer le risque sur le public, et a encadré son usage pour les sociétés inscrites sur un marché réglementé.

## Historique en France
Les equity lines sont apparues en France au début des années 2000, après que le marché ait été échaudé par la bulle Internet et l'introduction en bourse décevante de Orange. Elles ont été perçues comme un moyen simple de se financer, à une période où le recours au marché semblait difficile. Extrêmement rentables pour les banques les initiant, ces opérations ont été acceptées sous conditions dans un premier temps par la COB, organisme précédant l'AMF, qui considérait alors que cette technique ne nuisait pas à l'égalité entre actionnaires, sous réserve que le marché soit informé. Les deux premières sociétés ayant tenté ce type de financement ont été Kalisto et Genset. Dans le cas de Kalisto, qui présentait une opération avec Global Emerging Markets, la COB avait refusé de donner son aval, jugeant la position de la société compromise. Kalisto avait déposé son bilan quelques jours après ce refus. Le dossier de Genset lui, avait été accepté. La société et l'equity liner s'étaient engagés à ne pas procéder à des tirages représentant plus de 15 % du volume échangé sur les cinq dernières séances.
Par la suite, en 2007, l'AMF a précisé sa position, rappelant que ces augmentations de capital devaient faire pour les sociétés faisant appel public à l'épargne, l'objet d'un prospectus, au même titre que des augmentations de capital classiques, et expliquant que « Bien que réservées à l'origine à un intermédiaire financier, ces opérations ont pour objectif de transférer le risque vers le public, les actions souscrites par l'intermédiaire étant recédées par la suite, dans des délais généralement très brefs, pour partie auprès d’investisseurs institutionnels, et pour partie sur le marché ».

## Fonctionnement et avantages pour l'entreprise
Ces augmentations de capital doivent être autorisées au préalable en Assemblée générale extraordinaire. Souvent annoncées comme des prises de participation de fonds, elles peuvent passer inaperçues des actionnaires en place, voire être perçues comme le témoignage de confiance d'un investisseur professionnel. Elles sont donc psychologiquement mieux acceptées qu'une augmentation de capital traditionnelle. Par ailleurs, la banque se rémunérant sur la décote et une éventuelle-plus-value à la revente, les coûts pour la société, notamment les coûts administratifs, sont moindres.  Enfin, l'entreprise s'assure d'un financement futur en gardant la souplesse de sa mise en œuvre, et le risque d'image lié à une augmentation de capital non-souscrite est éliminé.
Généralement, le contrat  passé avec l'organisme financier prévoit la durée de tirage, le montant global finançable, le montant de la décote sur le cours de souscription. Il précise en outre les obligations des deux parties, clauses de résolution, et clauses de confidentialité.
Concernant la décote, celle-ci peut être calculée par rapport au cours de la veille de la demande de tirage, ou sur la moyenne du cours constaté au cours des x derniers jours. Son taux est variable. On a observé des cas de décote de 5 % (Ubisoft en 2012). Plus récemment la société Belvédère avait annoncé à ses actionnaires sa volonté de recourir à un tel montage avec la société GEM, avec une décote de 30 %, opération qui a été rejetée.

## Avantages et inconvénients pour les actionnaires
Le principal avantage pour l'actionnaire est un lissage des augmentations de capital. Sauf cas récents (cela semble être le cas pour Ubisoft, qui a proposé une faible décote, un montant limité à 9,9 % des capitaux propres, ou Archos, avec la même limite), il s'est souvent agi de parer aux difficultés de procéder à des augmentations de capital classiques. Dans les sociétés ainsi financées, on peut citer Gaussin, GECI ou AB sciences.
À l'inverse, les inconvénients sont nombreux : les actionnaires sont dilués (1,7 % dans le cas d'Ubisoft au terme du contrat, mais plus de 20 % dans le cas de Gaussin sur mars 2011-mars 2012); mais surtout, ces opérations, quand elles ne sont pas conduites dans la transparence et dans un grand souci de pédagogie, peuvent générer des perturbations de cours. Toutefois, les souscripteurs n'ont pas le droit, en théorie, d'intervenir sur le marché préalablement au tirage de lignes, et ne sont pas autorisés à se couvrir à la baisse.

## Cas d'entreprises
- Kalisto, 2002 : dossier refusé, LJ en 2002
- en:Genset 2002 : rachetée à la suite de difficultés la même année par Serono (actuellement Merck)
- Biopure (USA), 2001 - décote de 15 % - souscripteur SG - faillite en 2009 à la suite de refus d'agrément de ses produits par la FDA.
- Rubis, 2011 Décote de 5 % - souscripteur SG - total 5,5 % du capital - tranches maximales de 0,65 % du capital[8]
- Archos: 2012 et 2013 Décote de 7% - souscripteur SG - total 9,8% du capital - tranches maximales de 1 000 000 d'actions[9]